# AEL Arena
L'AEL Arena (en grec moderne : ΑΕΛ Αρενα) est un stade multifonction de 16 118 places assises pour le sport, situé à Larissa. 
Principalement utilisé pour le football, il accueille les matches de l'AEL Larissa, club évoluant en 2013-2014 en Football League, en remplacement du stade Alkazar.

## Histoire
Étant donné la capacité réduite (13 108 places) du stade Alkazar (datant de 1965 et rénové en 2005), ses insuffisances en termes d'accès (absence d'ascenseur, manque de places de parking) et sa vétusté générale, une étude concernant la construction d'un nouveau stade a été lancée en 2005. 
La construction débuta en mai 2009 et le stade fut inauguré durant un concert de Filippos Pliatsikas le 23 novembre 2010. 
Le premier match officiel de l'AEL Larissa s'est joué le 5 décembre 2010 face au PAOK Salonique devant 12 829 spectateurs. L'AEL Larissa s'est incliné deux buts à un. Le premier buteur du stade en match officiel est Pablo Contreras qui ouvrit le score face à l'AEL Larissa à la 11e minute. La première victoire de l'AEL Larissa dans ce stade en match officiel eut lieu le 16 janvier 2011 face à l'Iraklis Thessalonique. L'AEL Larissa s'est imposé deux buts à un.
L'AEL Arena peut être agrandi à 17 000 places.